# Mòng biển nhỏ lưng đen

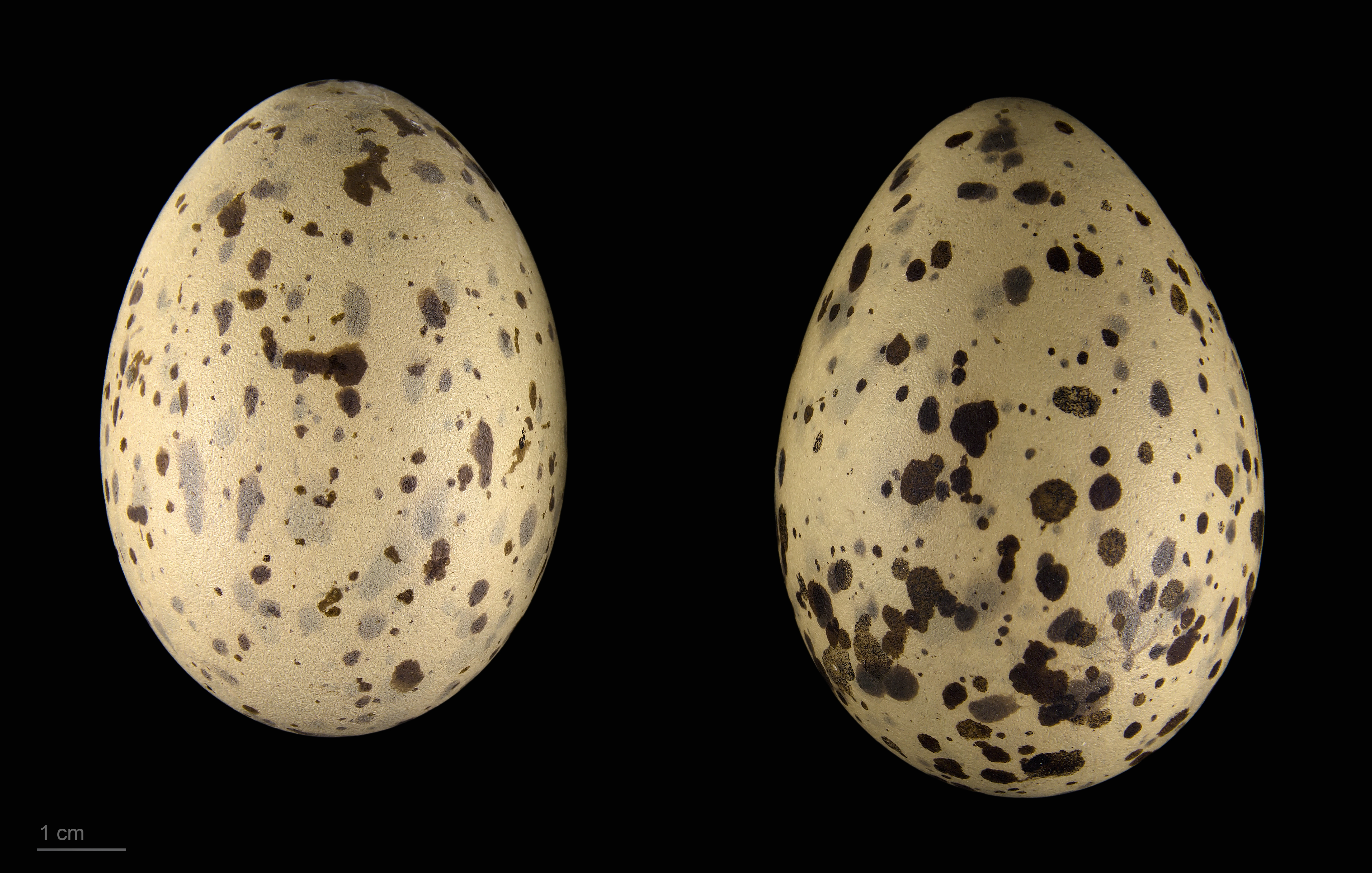
Larus fuscus graellsii

Mòng biển nhỏ lưng đen (danh pháp khoa học: Larus fuscus) là một loài chim trong họ Laridae.
Loài chim này sinh sản ở bờ biển Đại Tây Dương của châu Âu. Tên khoa học là từ tiếng Latinh. Larus dường như đã đề cập đến một con mòng biển hoặc một loài chim biển lớn khác, và fuscus có nghĩa đen hoặc nâu.
Đây là loài di cư, trú đông ở vùng Anh đến phía nam Tây Phi. Đây là khách thường xuyên đến đông ở bờ biển phía đông của Bắc Mỹ, có lẽ là từ quần thể sinh sản ở Iceland.
Loài này sinh sản trên các bờ biển, hồ, làm tổ phủ lót trên mặt đất hoặc trên vách đá. Thông thường, mỗi tổ có ba quả trứng. Ở một số thành phố, loài này sinh sống trong môi trường đô thị, thường liên quan đến mòng biển hổ. 
Chúng là những động vật ăn tạp như hầu hết các con mòng biển Larus, chúng ăn cá, côn trùng, giáp xác, giun, sao biển, nhuyễn thể, hạt, quả mọng, động vật có vú nhỏ, trứng, chim nhỏ, gà con, phế liệu, nội tạng, và xác chết.

## Phân loài
Có năm phân loài:
- L. f. graellsii – Brehm, 1857: Greenland, Iceland, Faroe Islands, British Isles, tây châu Âu.
- L. f. intermedius – Schiøler, 1922: Hà Lan, Đức, Đan Mạch, tây nam Thụy Điển & tây Na Uy.
- L. f. fuscus – Linnaeus, 1758: bắc Na Uy, Thụy Điển & Phần Lan đến Biển Trắng.
- L. f. heuglini – Bree, 1876: bắc Nga đến nam trung bộ Siberia.
- L. f. barabensis – Johansen, 1960: Trung Á